# Margaret Bertasi
Margaret Bertasi (1 de noviembre de 1992) es una deportista estadounidense que compite en remo. Ganó una medalla de oro en el Campeonato Mundial de Remo de 2019, en la prueba de dos sin timonel ligero.

## Palmarés internacional
| Campeonato Mundial | Campeonato Mundial   | Campeonato Mundial | Campeonato Mundial     |
| Año                | Lugar                | Medalla            | Prueba                 |
| ------------------ | -------------------- | ------------------ | ---------------------- |
| 2019               | Ottensheim (Austria) | Medalla de oro     | Dos sin timonel ligero |